# Kalksponzen
De kalksponzen (Calcarea) vormen een klasse van de stam van sponsdieren (Porifera). Anno 2011 waren er 671 levende soorten bekend, die alle uitsluitend in de zee leven.

## Kenmerken
Kalksponzen zijn klein van stuk (zelden hoger dan 10 cm), weinig kleurig en onopvallend. Hun parenchym bestaat uit calciumcarbonaat. Fossiel onderzoek heeft uitgewezen dat kalksponzen al in het Cambrium bestonden.

## Verspreiding en leefgebied
Deze spons komt wereldwijd voor in ondiep water in spleten, onder richels, op zeewier en in grotten.

## Onderliggende taxonomie
De kalksponzen zijn momenteel verdeeld in twee subklassen:
- Subklasse Calcinea
- Subklasse Calcaronea